# Guil
Der Guil ist ein Gebirgsfluss in Frankreich, der im Département Hautes-Alpes in der Region Provence-Alpes-Côte d’Azur verläuft. Er entspringt im französischen Teil der Cottischen Alpen aus dem kleinen Bergsee Lac Lestio, an der Nordwestflanke des Gipfels Punta Gastaldi (3214 m), im Gemeindegebiet von Ristolas, nahe der italienischen Grenze. Er entwässert zunächst nach Nordwest, schwenkt dann Richtung Südwest und bricht in seinem Verlauf mit starkem Gefälle durch mehrere Schluchtabschnitte ins Tal der Durance durch, wo er bei Mont-Dauphin nach rund 52 Kilometern als linker Nebenfluss einmündet. Auf seinem Weg durchquert der Fluss den Regionalen Naturpark Queyras und die gleichnamige Landschaft Queyras. Ein Teilabschnitt des Flusses ist durch einen Stausee zur Energiegewinnung aufgestaut.

## Touristisches
Der Guil ist ein Kajak-Wildwasserfluss mit Schwierigkeiten im überwiegend oberen Bereich der Wildwasserschwierigkeitsskala.
Die bekanntesten Schwierigkeiten sind der "Schlossgraben", ein klammartiger Durchbruch unterhalb des Château du Queyras, die "Combe du Queyras" mit den "Guiltreppen" (s. auch Photo rechts, die sog. "Schleierfälle") und der "Schlitz".
Nordöstlich von Guillestre wird der Guil aufgestaut und ist im Stauseebereich für die Befahrung gesperrt.
Unterhalb des Stausees ist eine Befahrung bis zur Einmündung in die Durance bei Schwierigkeiten im unteren Bereich der Wildwasserschwierigkeitsskala möglich, wobei die sehenswerte kleine Schlucht zwischen Guillestre und Mont-Dauphin durchfahren wird.
In den Bergen des Oberlaufes wird Wintersport betrieben.

## Orte am Fluss
- Ristolas
- Abriès
- Aiguilles
- Château-Ville-Vieille
- Guillestre
- Mont-Dauphin